# Lumière du meilleur film francophone
 (décembre 2021).
L’Académie des Lumières, composée de plus de 200 journalistes de la presse internationale, récompense chaque année depuis 1996 les meilleurs films français ou francophones.
Le prix Lumières du meilleur film francophone est remis chaque année depuis 2003 pour des films non français sortis en France l’année précédente, lors de la « Cérémonie des Lumières de la presse internationale ». Il remplace le précédent prix Lumières du meilleur film étranger.
Il est remplacé en 2020 par le Lumière de la meilleure coproduction internationale.

## Palmarès
| Palmarès                                  | Films primés                                        |
| ----------------------------------------- | --------------------------------------------------- |
| Année 2018 Cérémonie le 4 février 2019    | Girl de Lukas Dhont                                 |
| Année 2017 Cérémonie le 5 février 2018    | Une famille syrienne de Philippe Van Leeuw          |
| Année 2016 Cérémonie le 30 janvier 2017   | Hedi, un vent de liberté de Mohamed Ben Attia       |
| Année 2015 Cérémonie le 8 février 2016    | Much Loved de Nabil Ayouch                          |
| Année 2014 Cérémonie le 2 février 2015    | Deux jours, une nuit de Jean-Pierre et Luc Dardenne |
| Année 2013 (Cérémonie le 20 janvier 2014) | Les Chevaux de Dieu de Nabil Ayouch                 |
| Année 2012 (Cérémonie le 18 janvier 2013) | La Pirogue de Moussa Touré                          |
| Année 2011 (Cérémonie le 13 janvier 2012) | Incendies de Denis Villeneuve                       |
| Année 2010 (Cérémonie le 14 janvier 2011) | Un homme qui crie de Mahamat Saleh Haroun           |
| Année 2009 (Cérémonie le 15 janvier 2010) | J'ai tué ma mère de Xavier Dolan                    |
| Année 2008 (Cérémonie le 19 janvier 2009) | Le Silence de Lorna de Jean-Pierre et Luc Dardenne  |
| Année 2007 (Cérémonie le 14 janvier 2008) | Délice Paloma de Nadir Moknèche                     |
| Année 2006 (Cérémonie le 5 février 2007)  | Bamako de Abderrahmane Sissako                      |
| Année 2005 (Cérémonie le 21 février 2006) | L’Enfant de Jean-Pierre Dardenne et Luc Dardenne    |
| Année 2004 (Cérémonie le 16 février 2005) | Demain on déménage de Chantal Akerman               |
| Année 2003 (Cérémonie le 17 février 2004) | Les Invasions barbares de Denys Arcand              |
| Année 2002 (Cérémonie le 14 février 2003) | Le Fils de Jean-Pierre Dardenne et Luc Dardenne     |